# Barnasi
La barnasi (nome originato dal portmanteau di  "RiboNucleASI" "BAtterica") è una proteina batterica dotata di 110 aminoacidi e di un'attività ribonucleasica. Essa è sintetizzata e secreta dal batterio Bacillus amyloliquefaciens, ma è al contempo letale per la cellula quando il suo inibitore, il barstar, non è espresso. Tale inibitore lega e occlude il sito catalitico ribonucleasico, impedendo alla barnasi di danneggiare l'RNA cellulare nel periodo che intercorre tra la sua traduzione e secrezione. Il complesso barnasi/barstar è noto per il suo legame proteina-proteina straordinariamente stretto, con una costante di dissociazione pari a 108s−1M−1.

## Studi strutturali
La barnasi non è dotata né di ponti disolfuro, né necessita di cationi bivalenti o componenti non-peptidici per raggiungere la sua struttura finale. Tale semplicità, in combinazione con il suo ripiegamento reversibile, fa sì che la barnasi sia oggetto di numerosi studi in modo da avere una comprensione complessiva della modalità con cui in genere una proteina riesca a raggiungere il suo ripiegamento.  La struttura della barnasi è stata studiata intensamente nel laboratorio di Alan Fersht, il quale l'ha adoperata come mezzo per sviluppare un metodo di caratterizzazione degli stati di transizione che attraversa una proteina durante il ripiegamento, metodo anche noto col nome di phi value analysis.

## Sito attivo e meccanismo
La barnasi catalizza l'idrolisi ai siti diribonucleotidici GpN. Il taglio avviene in due fasi, secondo il generico meccanismo acido-base: un intermedio ciclico è formato durante la prima fase di transesterificazione, il quale viene poi idrolizzato per rilasciare l'RNA tagliato. I due residui più importanti, coinvolti nella catalisi, sono Glu73 e His102, entrambi essenziali per l'attività enzimatica. Glu73 è la generica base mentre His102 è il generico acido. Sebbene non coinvolta direttamente nella catalisi acido-base, anche Lys27 è decisiva per l'attività; essa sembra essere implicata nel legame del substrato durante lo stato di transizione.